# Fontana (metrostation)
Fontana is een metrostation aan Lijn 3 (groene lijn) van de metro van Barcelona. Het station ligt onder de Carrer Gran de Gràcia en Carrer d'Astúries districten Gràcia. Dit station is in 1924 geopend als onderdeel van de eerste metrolijn van de stad (de 'Gran Metro' van Catalunya naar Lesseps), het station heeft zelfs nog sommige originele decoratie. Het is ook een van de weinige stations van de stad die een bovengrondse ingang en ticketbalie heeft. De perrons zijn 92 meter lang.

## Omgeving
Fontana ligt in het zuidelijke gedeelte van de wijk Gràcia en in de buurt van het uitgaansgedeelte van die wijk (zoals de Carrer de Verdi en de Plaça del Sol). Ook kan Casa Vicens, een bouwwerk van Antoni Gaudí, bereikt worden via dit station. 